# Suzuki DR 650

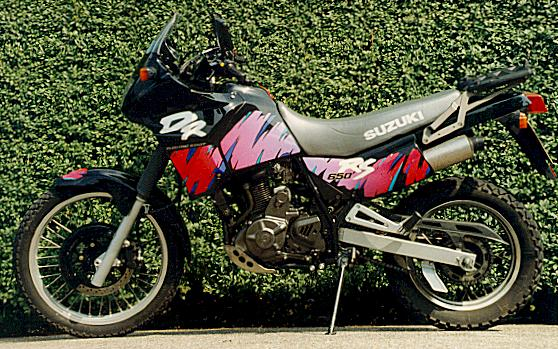
Suzuki DR 650 RSE 1992 (SP43B)

Die Suzuki DR 650 ist ein Enduro- bzw. Reiseenduro-Motorrad des japanischen Unternehmens Suzuki, das von 1990 bis 2000 in insgesamt 6 verschiedenen Ausführungen verkauft wurde. Die DR 650 war zwischen der DR 350 als leichte Einsteiger-Enduro und der DR 800 als Reiseenduro angesiedelt.

## Modellgeschichte
Die DR 650 kam 1990 als Nachfolger der Suzuki DR 600 und Antwort auf Konkurrenzmodelle wie die Honda NX 650 Dominator oder Yamaha XT 600 auf den Markt.
Zusätzlich zur unverkleideten Enduro DR 650 R (SP41) wurde mit der DR 650 RS (SP42) auch eine Version mit rahmenfester Verkleidung als Reiseenduro angeboten, welche von 1991 bis 1996, ausgestattet mit einem E-Starter, als DR 650 RSE (SP43) verkauft wurde. Die unverkleidete Enduro DR 650 R bekam 1992 ein neues Design (SP44) und wurde von 1994 bis 1995 ausgestattet mit E-Starter als DR 650 RE (SP45) verkauft.
1996 wurde ein neu entwickeltes Modell, die DR 650 SE (SP46) auf den Markt gebracht. Der Vertrieb wurde in Deutschland im Jahr 2000 eingestellt.
In den USA und Kanada wird die DR 650 SE (SP46) technisch unverändert nach wie vor vertrieben.

## SP41-SP45
Die Modelle SP41 bis SP45 besitzen einen vom Vorgängermodell übernommenen aber überarbeiteten Motor mit größerem Hubraum (Bohrung×Hub 95×90,4 mm statt 94×85 mm) und höherer Verdichtung (9,7:1 statt 8,5:1) und einen 40 mm Gleichdruckvergaser anstelle des 38 mm Flachschiebervergasers. Die DR 650 hat die im letzten Modelljahr der DR 600 verbaute hintere Scheibenbremse übernommen. Die DR 650 hat eine mit 41 mm dicken Standrohren stabilere Federgabel als die DR 600 (39 mm).
Bekannte Probleme:
- Rostanfälliger Rahmen
- Rostanfälliger Auspuffkrümmer und Endschalldämpfer
- Zylinderkopf, eingelaufene Nockenwelle und Kipphebel (wegen zu niedrigen Ölstandes)
- Pitting im Zahnradpaar des dritten Gangs
- Kupplungsprobleme durch eingelaufene Anlaufscheiben hinter dem Kupplungskorb
- Zu lose oder zu stramme Ausgleichswellenkette

Außerdem sollten alle großvolumigen Einzylinder zur Schonung der Lager und des Primär- und Sekundärantriebes generell nicht untertourig bewegt werden, da es bei niedrigen Drehzahlen vorkommen kann, dass der Öldruck nicht ausreicht.

## SP46
Für die SP46 wurden Änderungen vorgenommen. Es wurde ein neu entwickelter, kurzhubig ausgelegter Motor verwendet (Bohrung×Hub = 100×82 mm statt 95×90,4 mm). Dieser besitzt statt zwei kettengetriebenen nur noch eine zahnradgetriebene Ausgleichwelle. Der Zylinder besitzt keine Stahl-Laufbuchse mehr, sondern ist mit einer NiKaSil-Beschichtung versehen. Die Federgabel besitzt nun Standrohre mit 43 mm Durchmesser. Hinterradschwinge aus Aluminium statt Stahl und der Endschalldämpfer aus Edelstahl. Der Drehzahlmesser der Vorgängermodelle entfällt. Die SP46 besitzt eine breitere 525er-Antriebskette und eine kürzere Getriebeübersetzung. Das Leergewicht (fahrfertig) wurde von 177 kg auf 165 kg reduziert. Grundlegende Änderungen während der Bauzeit wurden nicht vorgenommen. Lediglich das Dekor wurde jährlich verändert und in den Baujahren 1998 und 1999 die Rutschkupplung des Anlasserfreilaufs durch ein feststehendes Zahnradpaar ersetzt. Das Produktionsjahr 2000 erhielt anstelle der vorher verbauten Papierdichtung eine Zylinderfußdichtung aus Aluminium.
Die SP46 wurde in der Schweiz und in Österreich zur Einhaltung der Emissionsgrenzwerte mit einem Sekundärluftsystem ausgestattet. In der Schweiz wurde sie neben der Endurobereifung mit einer Supermoto-Rad-/Reifenkombination homologisiert. Damit wurde bereits 1996 in der Schweiz eine Supermoto von SUZUKI direkt vom Händler angeboten, was in Deutschland erst 2005 mit der DR Z400SM erfolgte.
Bekannte Probleme:
- Federelemente sehr weich abgestimmt
- Sitzbank sehr weich
- Rostanfälliger Rahmen
- Rostanfälliger Auspuffkrümmer

## In Deutschland verkaufte Modelle
- SP41B: DR 650 R Dakar (1990–1991) – Enduroverkleidung und Kickstarter
- SP42B: DR 650 RS (1990–1991) – Tourenverkleidung und Kickstarter
- SP43B: DR 650 RSE (1991–1996) – Tourenverkleidung und E-Starter
- SP44B: DR 650 R (1992–1995) – Enduroverkleidung und Kickstarter
- SP45B: DR 650 RE (1994–1995) – Enduroverkleidung und E-Starter
- SP46B: DR 650 SE (1996–2000) – komplett überarbeitetes Modell mit Enduroverkleidung und E-Starter, im Jahr 2000 wurde der Verkauf in Deutschland eingestellt

Anmerkung: Das B hinter der Bezeichnung deutet auf den deutschen (europäischen) Bestimmungsort hin.
"Das A für Ausländische Modelle"

## Tuning
Die üblichsten Umbauten sind:
- Auspuff aus dem Zubehör
- Gabelfedern aus dem Zubehör
- Komplettes Federbein aus dem Zubehör
- Aluminiumlenker
- kürzere Übersetzung (meist Ritzel mit 15 Zähnen vorne 43 Zähne hinten)
- Stahlflex-Bremsleitungen
- Flachschiebervergaser (Mikuni TM 40 / TM 42) oder Modifikation des Serienvergasers
- Größerer Tank – Plastiktank
- Edelstahlkrümmer

## Technische Daten
Der Übersicht halber die Daten der SP44B (DR 650 R) 1992–1995

### Abmessungen und Leergewicht
- Gesamtlänge 2395 mm
- Gesamtbreite 870 mm
- Gesamthöhe 1270 mm
- Bodenfreiheit 260 mm
- Leergewicht 177 kg laut Kraftfahrzeugsschein

### Motor
- Einzylinder Viertaktmotor
- Luft-/Ölkühlung
- Doppelzündung
- eine obenliegende Nockenwelle
- vier Ventile über Kipphebel betätigt
- zwei untenliegende Ausgleichswellen
- Nasssumpfschmierung
- Anlasser Primärkickstarter

### Gemischaufbereitung
- Gleichdruckvergaser Mikuni BST 40 SS
- Durchlass 40 mm
- (Drosselung möglich über Vergaseranschlag und Düsennadel)

### Getriebe
- mechanisch betätigte Mehrscheiben-Ölbadkupplung
- Fünfgang-Synchrongetriebe
- Schaltschema 1,N,2,3,4,5
- Primaruntersetzung 2,200 (66/30)
- Enduntersetzung 2,625 (42/16) (Kettenrad/Ritzel)
- Gangabstufung 1. 2,416 (29/12), 2. 1,625 (26/16), 3. 1,263 (24/19), 4. 1,000 (21/21), 5. 0,826 (19/23)
- Antriebskette 520er, 114 Glieder

### Elektrische Anlage
- Zündung Suzuki CDI
- Zündzeitpunkt
- Batterie: 12 V, 3 Ah
- Lichtmaschine: Drehstromgenerator mit Magnetzündung
- Lichtmaschinenleistung ca. 150 Watt bei 5000 min−1

### Räder und Reifen
- Drahtspeichenräder mit Aluminiumfelgen

### Radaufhängungen
- Vorne: Teleskopgabelfedern mit linearer Kennlinie, Teleskopgabelhub 240 mm
- Hinten: Federbein ohne Ausgleichsbehälter, progressive Kennlinie über Hebelsystem, Hinterradfederweg 220 mm